# یاناگوشوو
یاناگوشوو (انگلیسی: Yanagushevo) یک شهرک در شهرستان میشکینسکی استان باشقیرستان کشور روسیه است.